# Vordersee (Dobbrikow)
Der Vordersee ist ein 12,3 ha großes Gewässer in Dobbrikow, einem Ortsteil der Gemeinde Nuthe-Urstromtal im Landkreis Teltow-Fläming.

## Lage
Der See gehört zur Luckenwalder Heide, einer Grundmoränenplatte, die von Sandern bedeckt ist. Auf dieser Platte befindet sich eine Senke, in der zahlreiche Seen entstanden sind. Sie zieht sich vom Siethener See bei Ludwigsfelde bis zu den vier Seen auf der Gemarkung von Dobbrikow. Der See wird im Wesentlichen aus Grundwasser gespeist, hat aber auch nach Westen hin eine Verbindung zum höher gelegenen Hintersee. Er entwässert nach Südosten über den Dobbrikower Seegraben in den Bauernsee. Von dort wiederum besteht eine Verbindung in das Pfefferfließ, einem rechten Zufluss der Nieplitz.

## Nutzung
Die Badewasserqualität wurde in den Jahren 2009 bis 2017 als „ausgezeichnet“ bewertet. Am See befindet sich ein rund 10 Meter langer Strand. Für Angler existiert ein Bestand des Europäischen Welses.